# Dayanna Grageda
Dayanna Grageda (Cochabamba, Bolivia, 5 de marzo de 1992)  es una modelo y reina de belleza boliviano - australiana. Fue Miss Tierra Australia 2014, y luego sería designada por la casa de belleza Promociones Gloria como Miss Residentes Bolivia 2015, lo que le dio el derecho de participar en el Miss Bolivia 2015 donde no clasificó. Luego participó en el Miss Australia Tierra 2015 donde resultó ganadora y representó a Australia en el Miss Tierra 2015, donde quedó como Miss Tierra Aire 2015.

## Biografía
Dayanna Grageda ha participado en obras de caridad desde que ella tenía 14 años y es una pasión suya que hacer algo para ayudar a las personas menos afortunadas, además de su trabajo para el Variety Club, que es voluntaria en Sídney Metropolitana Servicios de Vida Silvestre y ha realizado trabajo voluntario para proyectos de conservación de elefantes en Tailandia los cuales hace durante sus vacaciones, ha pasado mucho tiempo en el norte de Tailandia haciendo trabajo voluntario en un santuario de rescate de elefantes, la Fundación Elephant Nature.
Su trabajo con los Servicios Metropolitanos Sídney implica el rescate de la fauna lesionada para la rehabilitación o la liberación de vuelta a la naturaleza. Es una reina de belleza, concursó en diferente concursos de belleza como el Miss América Latina 2010 representando a Australia, la cual no clasificó. 

## Miss Tierra Australia
- En la edición del 2013 concursó en el Miss Tierra Australia 2013 del cual la noche final resultó como Miss Tierra Australia Fuego 2013 (tercera finalista) la cual ganó Renera Thompson.

- En la edición 2014 Dayanna se unió al concurso por segunda vez del Miss Tierra Australia 2014 la cual en esta edición ganó la corona máxima convirtiéndose en la décima cuarta (14) Miss Tierra Australia la cual fue coronada por Renera Thompson, las finalista fueron Zynnia Miss Tierra Aire Australia (primera finalista), Chelsea Lewis Miss Agua Australia (segunda finalista)  y Nadine Roberts Miss Fuego Australia (tercera finalista). Dos (2) semanas después de ser coronada fue destronada por no cumplir los requisitos de Miss y fue sustituida por Nadine Roberts Miss Fuego Australia (tercera finalista).

- Dayanna unió al concurso de Miss Tierra Australia 2015 por tercera vez, esta vez bajo la nueva dirección del Nadasha Zhang la nueva organización del Miss Tierra Australia, esta ocasión Dayanna fue la ganadora del título de Miss Tierra Australia 2015 representó a Australia en el Miss Tierra 2015 realizado el 5 de diciembre de 2015 en Viena, Austria, donde fue adjudicada como Miss Tierra Aire (primera finalista), solo siendo superada por la eventual ganadora la filipina Ángela Ong.

## Miss Mundo Australia
En el 2014 participó en el Miss Mundo Australia 2014 la cual ella se ubicó en el Top 10 de las finalistas, la que ganó la corona fue Courtney Thorpe.

## Miss Bolivia 2015
Concursó en el Miss Bolivia 2015 fue designada por la Agencia Promociones Gloria organizadora del Miss Bolivia como Srta. Residentes Bolivia 2015 debutando con el título, la cual es la primera vez que se dicta dicho título en el Miss Bolivia 2015, Dayanna es cochabambina, la noche final del 25 de julio de 2015 no clasificó entre las finalista, la cual lo ganó Miss Santa Cruz, Paula Caroline Schneider Aguilera, además fue otorgada por todas las candidatas como Miss Amistad y Simpatía

## Miss Tierra 2015
Como Miss Tierra Australia 2015 Dayanna representó a Australia en el Miss Tierra 2015 que se realizó en Viena, Austria, donde la noche final del 5 de diciembre logró ocupar el puesto de Primera Finalista como Miss Tierra Aire 2015  siendo la posición más alta que ha llegado Australia en el Miss Tierra.